# Guangzhou FC
Guangzhou Football Club is een Chinese voetbalclub uit Guangzhou. De club is opgericht in 1954. De thuiswedstrijden worden gespeeld in het Tianhestadion. Tot 1999 werd in het Yuexiushanstadion gespeeld. De clubkleuren zijn wit-rood. In 2011 werd de club voor het eerst landskampioen. Die prestatie werd vervolgens vijf keer op rij herhaald. In 2013 en 2015 won de club bovendien de AFC Champions League.

De club is sinds 2010 in het bezit van de Evergrande Real Estate Group van de schatrijke vastgoedontwikkelaar Xu Diayin. In 2014 kocht de Alibaba Group de helft van de aandelen. Sindsdien heet de club officieel Guangzhou Evergrande Taobao, naar Alibaba's digitale marktplaats.
In 2020 is de bouw van een nieuw stadion gestart: het Guangzhou Evergrande Football Stadium met ruimte voor 100.000 toeschouwers. De voltooiing van het stadion was gepland voor 2022. Wegens financiële moeilijkheden besloot Evergrande het project te beëindigen en kreeg 818 miljoen dollar terug
Door de financiële problemen bij Evergrande speelde de club de wedstrijden in de AFC Champions League 2022 met een jeugdselectie die voor het seizoen 2022 in de Super League aangevuld werd met lokale spelers. Guangzhou FC werd zeventiende en degradeerde naar de  League One.

## Erelijst

### Nationaal
- Super League

2011, 2012, 2013, 2014, 2015, 2016, 2017, 2019
- Chinese Jia-B League / China League One

1956, 1958, 1981, 2007, 2010
- FA Cup

2012, 2016
- FA Super Cup

2012, 2016, 2017, 2018

### Internationaal
- AFC Champions League

2013, 2015
- FIFA wereldkampioenschap voetbal voor clubs

Vierde plaats in 2013 en 2015

## Historische namen
- 1954-1992: Guangzhou Team / Club
- 1993-2000: Guangzhou Apollo FC
- 2001-2005: Guangzhou FC
- 2006-2009: Guangzhou Pharmaceutical FC
- 2011-2014: Guangzhou Evergrande FC
- 2014-2020: Guangzhou Evergrande Taobao Football Club
- 2020-heden: Guangzhou Football Club

## Bekende (ex-)spelers
- Darío Conca
- Elkeson
- Feng Junyan
- Gao Lin
- Jackson Martínez
- Muriqui
- Paulinho
- Robinho
- Shangyuan Wang
- Alan Carvalho